# Sherwood Idso
Sherwood Burtrum Idso (* 12. Juni 1942 in Thief River Falls, Minnesota; † 12. Juni 2024 in Tempe, Arizona) war ein US-amerikanischer Limnologe. Er war physikalischer Gewässerkundler im US-Landwirtschaftsministerium und an mehreren Forschungseinrichtungen. Er war außerordentlicher Professor an der Universität von Arizona in Tucson und erforschte die Schichtungsstabilität und den vertikalen Wasseraustausch in Seen.
Idso bestritt die menschengemachte globale Erwärmung und stand in Verbindung mit dem inzwischen aufgelösten George C. Marshall Institute. Aufgrund dieser Verbindung wird er von der Union of Concerned Scientists in einer Liste von „wissenschaftlichen Sprechern“ von Front-Organisationen geführt, die vom Ölkonzern ExxonMobil finanziert werden. Idso zählt zudem zu den Wissenschaftlern, die finanzielle Verbindungen zu Unternehmen aus der fossilen Energiebranche unterhielten.
In den 1990er Jahren war Idso neben Robert Balling und Patrick J. Michaels einer von drei wichtigen Beratern des Information Council on the Environment, einer von der Kohleindustrie und insbesondere der Western Fuels Association aufgelegten Klimaleugnerorganisation, deren Kernziel es war, mit Wissenschaftlern als scheinbar neutralen Sprechern die globale Erwärmung vom Fakt zur bloßen Theorie umzudeuten. Er arbeitete auch mit der Greening Earth Society zusammen, einer weiteren von der Western Fuels Association gegründeten Frontgruppe, und erklärte in einem „Bildungsvideo“ dieser Organisation, dass die Erhöhung des Kohlendioxidgehalts der Erdatmosphäre die Erde zum Ergrünen bringen würde.
Idso betrieb zusammen mit seinen beiden Söhnen Craig und Keith Idso das „Center for the Study of Carbon Dioxide and Global Change“ (co2science.org), das die menschengemachte Erderwärmung bestreitet. Es wurde unter anderem von dem Kohlekonzern Peabody Energy finanziert und behauptete entgegen dem wissenschaftlichen Forschungsstand, dass Kohlendioxid keine Bedrohung, sondern ein „Lebenselexir“ sei.  Insbesondere behauptete Idso, dass alle Klimaveränderungen überwiegend auf natürliche Prozesse zurückgingen. Zudem verwies er auf mögliche positive Folgen eines Klimawandels, die seiner Meinung nach die negativen überwiegen würden.
In einem Buch über die Klimawandelleugnung wird Idso stellvertretend herausgegriffen als Beispiel für eine Gruppe „wissenschaftlicher Experten“, die „berühmt wurden für ihre Bereitschaft im Auftrag der fossilen Brennstofflobby gegen die Klimaforschung zu argumentieren“.